# Battaglia di Tolentino
La battaglia di Tolentino (2-3 maggio 1815) fu l'episodio decisivo della guerra austro-napoletana.
Combattuta dal re di Napoli Gioacchino Murat contro gli austriaci guidati dal generale Federico Bianchi allo scopo di difendere il proprio regno dopo la precedente sconfitta di Occhiobello e la conseguente ritirata attraverso Faenza, Forlì e Pesaro, la battaglia vide la definitiva vittoria austriaca, con il conseguente ritorno dei Borbone sul trono napoletano.
Viene considerata talvolta la prima battaglia del Risorgimento italiano.

## Storia

### Antefatti: la campagna napoletana della Pianura Padana
Quando, nel marzo 1815, Napoleone Bonaparte sbarcò ad Antibes dopo essere fuggito dall'Isola d'Elba, Gioacchino Murat, re di Napoli dall'agosto 1808, riprese le parti dell'Imperatore francese e avviò una campagna militare nell'Italia settentrionale contro gli austriaci. Ad aspettarlo all'ingresso della Pianura Padana vi erano i soldati austriaci capeggiati dal generale Federico Bianchi, di origini italiane, posizionati a Ferrara e lungo il fiume Panaro (tra Modena e Bologna). Le truppe di Murat guadarono questo fiume a Cento riuscendo ad avere la meglio sui nemici, quindi proseguirono verso il Po, dove dovettero tuttavia arrestarsi presso Occhiobello, non riuscendo ad impossessarsi di un ponte difeso dagli austriaci che, anzi, diedero vita ad un contrattacco che fallì nell'accerchiare l'esercito napoletano solo grazie all'azione del reparto napoletano guidato dal colonnello Guglielmo Pepe, che bloccò gli austriaci a Carpi.
Murat interruppe del tutto la spedizione militare quando venne a sapere che il Regno Unito gli aveva dichiarato guerra, motivo per cui decise di ritirarsi per meglio difendere il Regno di Napoli, potenzialmente esposto ad un'invasione dalla Sicilia (al tempo alleata dei britannici). Il suo quartier generale fu così posto successivamente a Faenza, a Forlì e a Pesaro.
Bianchi, vista la situazione, divise le sue forze in tre tronconi: uno, agli ordini del generale von Neipperg e forte di circa 15 000 uomini, con il compito di inseguire i napoletani; il secondo, guidato dallo stesso Bianchi che aveva a disposizione circa 14 000 soldati, impegnato a superare e aggirare gli avversari via Modena-Firenze-Foligno, sperando così di intrappolare Murat tra due fuochi; e il terzo, il più piccolo e comandato da Nugent-Westmeath, inviato direttamente a minacciare Napoli.

### La battaglia
Venuto a sapere della mossa degli austriaci, Murat distaccò sulla strada costiera marchigiana una forza bastante a fermare von Neipperg, e col resto dell'esercito puntò verso Bianchi, che nel frattempo era giunto a Tolentino. Il 29 aprile, quando le due avanguardie si incontrarono facendo nascere alcune scaramucce, Murat si trovava a Macerata. Il 2 maggio 1815 ebbe inizio la battaglia vera e propria, concentrata principalmente attorno al castello della Rancia, passato di mano varie volte prima che i napoletani ne prendessero definitivamente il controllo, verso sera.
Il giorno seguente, 3 maggio, mentre continuavano gli scontri attorno al castello della Rancia e attorno ad una casa a due piani poco distante (detta "Casone"), Murat ordinò di condurre una manovra tesa ad impegnare frontalmente gli austriaci per poi avvolgerli ai lati. Il fulcro della battaglia si verificò a Cantagallo (località di Pollenza), dove si trovava il generale napoletano Luigi Antonio D'Aquino, che sostituiva il collega Angelo d'Ambrosio ferito il giorno precedente. D'Aquino tardò ad ordinare l'attacco, che alla fine, per timore di un attacco della cavalleria austriaca, partì in formazione a quadrato, rendendo così un facile bersaglio le formazioni napoletane che si apprestavano a scendere le colline per assaltare quelle di fronte, dove stavano gli austriaci (il terreno, fra le altre cose, era fangoso a causa della pioggia scesa nella notte). L'attacco perse velocemente l'impeto, ma un contrattacco austriaco non riuscì a sfondare le file dello schieramento napoletano. Verso le 16:30 del pomeriggio, i due eserciti erano in sostanziale parità, visto che il Re di Napoli aveva ancora molte riserve a disposizione.
Fu in quel momento che a Murat venne riportato da due messaggeri che gli austriaci erano già avanzati verso sud forzando la stretta di Antrodoco e occupando L'Aquila senza combattere; inoltre, in Abruzzo e in Calabria erano in corso sollevazioni filoborboniche. In base a queste informazioni (con una verità di fondo ma senza dubbio esagerate), Murat ordinò immediatamente la ritirata generale ma, inaspettatamente, le formazioni napoletane, che si erano comportate dignitosamente per un mese e stavano combattendo una battaglia non ancora persa, cominciarono a sbandarsi e a sciogliersi generando una lunga serie di diserzioni che continuò per tutto il tragitto verso sud. Tra le cause possono essere citate la durezza dei combattimenti (1 800 tra morti e feriti e 2 000 prigionieri tra i napoletani; 1 100 tra morti e feriti e 300 prigionieri per gli austriaci) e la carenza di viveri.

## Conseguenze
Le forze di Bianchi poterono avanzare velocemente fino al fiume Volturno. I napoletani sarebbero stati completamente distrutti dalla cavalleria ungherese a Castel di Sangro e le spoglie dell'esercito frantumato sarebbero state finite a San Germano, la moderna Cassino. Nel frattempo l'intera flotta napoletana si arrese alla Royal Navy per evitare i bombardamenti su Napoli.
Murat, resosi conto dell'impossibilità di opporre resistenza, il 4 maggio abdicò e diede mandato ai suoi generali di concordare una pace. L'ormai ex Re di Napoli tornò, dopo varie vicissitudini, nel suo regno, ma non venne accolto con favore: arrestato, venne quindi rapidamente processato e fucilato il 13 ottobre 1815 nei pressi di Pizzo Calabro.